# Colin Kaepernick
Colin Rand Kaepernick (Milwaukee, 3 novembre 1987) è un attivista e giocatore di football americano statunitense di ruolo quarterback, senza contratto da marzo 2017. Fu scelto nel corso del secondo giro (36º assoluto) del Draft NFL 2011 dai San Francisco 49ers. Al college ha giocato a football all'Università del Nevada.
A partire dall'estate 2016, in forma di protesta contro le ingiustizie e oppressioni subite dalla minoranza nera negli Stati Uniti, smise di alzarsi in piedi durante l'inno nazionale statunitense, che è suonato e cantato all'inizio di ogni gara della NFL. Il suo gesto è stato adottato da numerosi altri giocatori, anche di altri sport, generando discussioni e polemiche, in cui è intervenuto anche l'allora presidente degli Stati Uniti Donald Trump che chiese di licenziare i giocatori che si inginocchiavano durante l'inno.
Al termine della stagione 2016 i 49ers non gli rinnovarono il contratto così Kaepernick divenne free agent ma nessuna altra squadra NFL lo acquisí, cosa che per molti analisti fu dovuta a motivazioni politiche. A novembre 2017 fece causa alla NFL e ai proprietari delle squadre accusandoli di tenerlo volutamente fuori dalla lega, causa che fu ritirata a febbraio 2019 a seguito di un accordo confidenziale con la lega.
Nel 2020 la sua protesta ricevette nuove attenzioni nel corso delle proteste per la morte di George Floyd contro la brutalità e il razzismo della polizia, ma nessuna squadra professionista offrí un contratto a Kaepernick.
Il 25 maggio 2022 Kaepernick ha svolto una sessione di allenamento coi Las Vegas Raiders, il primo contatto di Kaepernick con una squadra NFL dal 2017.
Nel 2021 Netflix ha prodotto una miniserie intitolata Colin in bianco e nero, con la quale Kaepernick ha messo sotto i riflettori soprattutto il tema del razzismo ed i disagi che una persona può provare a causa dei comportamenti discriminatori della società.

## Carriera professionistica

### San Francisco 49ers

#### 2011
Kaepernick fu scelto nel corso del secondo giro del Draft 2011 dai San Francisco 49ers. Nella sua stagione da rookie fu la riserva di Alex Smith, disputando tre partite, nessuna delle quali come titolare, con 35 yard passate complessivamente e un passer rating di 81,2.

#### 2012
La seconda stagione da professionista di Kaepernick iniziò con un maggior coinvolgimento negli schemi di coach Harbaugh. Nella settimana 4 segnò il suo primo touchdown nella NFL con una corsa da 7 yard nella vittoria sul campo dei New York Jets per 34 a 0. Nella settimana 5, nella partita vinta contro i Buffalo Bills per 45-3, Colin completò il suo unico passaggio tentato da 7 yard e corse 39 yard segnando un touchdown su corsa.
Nel primo tempo della settimana 10, il quarterback titolare dei 49ers, Alex Smith, subì una commozione cerebrale in seguito ad uno scontro con un difensore dei Rams e Colin lo sostituì per tutto il resto della partita. Niners e Rams pareggiarono la prima partita della NFL negli ultimi quattro anni con Kaepernick che completò 11 passaggi su 17 per 117 yard e segnò un touchdown su corsa. 
A causa dell'infortunio di Smith, Colin giocò la prima gara come titolare nel Monday Night Football della settimana successiva contro i Chicago Bears. Con la quotata difesa dei Bears, il giocatore disputò una grande partita completando 16 passaggi su 23 per 243 yard, 2 touchdown e nessun intercetto subito, guidando i Niners alla vittoria. Nel dopo partita il coach dei Niners lasciò intendere che avrebbe potuto continuare a schierare Kaepernick anche se Smith si fosse ripreso dall'infortunio, nonostante quest'ultimo stesse disputando la sua migliore stagione di sempre con un passer rating di 104,1 (terzo della lega) e una percentuale di passaggi completati del 70% (primo nella lega).
Kaepernick fu nominato titolare anche nella gara successiva contro i New Orleans Saints e questa volta non per l'infortunio di Alex Smith, arruolabile per il match, ma per scelta tecnica dell'allenatore. Il quarterback giocò un'altra solida prestazione interrompendo la striscia di 3 vittorie consecutive dei Saints, passando 231 yard con un touchdown passato e uno segnato su corsa (con un intercetto subito).
La prima sconfitta dei Niners con Kaepernick in cabina di regia giunse nella settimana 13 ai supplementari contro i St. Louis Rams. Il giocatore passò 208 yard e ne corse altre 84.
I 49ers tornarono a vincere nella settimana seguente contro i Miami Dolphins: "Kaep" giocò una partita di grande accuratezza, completando 18 passaggi su 23 tentativi per 185 yard, e segnò con una spettacolare corsa di 49 yard il touchdown che nel quarto periodo chiuse definitivamente la partita.

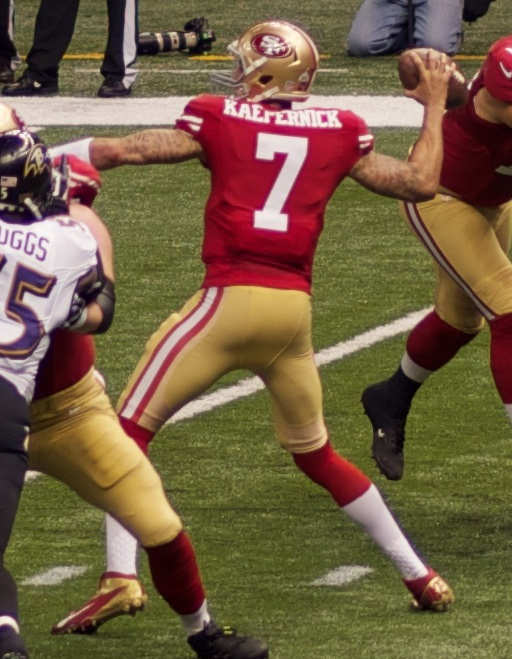
Kaepernick nel Super Bowl XLVII.

Nella settimana 15, Kaepernick dissipò gli ultimi dubbi su chi dovesse essere il quarterback titolare dei 49ers lanciando 4 touchdown (con un intercetto) nella pubblicizzata sfida contro i New England Patriots. Grazie alla vittoria ottenuta, San Francisco ottenne la matematica qualificazione ai playoff e Colin fu premiato per la prima volta come miglior giocatore offensivo della NFC della settimana.
La settimana successiva i Niners subirono una netta sconfitta in casa dei Seattle Seahawks col quarterback che passò 244 yard con un touchdown nel finale di gara e un intercetto subito.
Nell'ultimo turno di campionato, i 49ers batterono i Cardinals, assicurandosi il titolo della NFC West e la possibilità di saltare il primo turno di playoff grazie al secondo miglior record della NFC. Colin si rifece della poco brillante prestazione precedente passando 276 yard e due touchdown.
Il 12 gennaio 2013, Kaepernick disputò la prima gara di playoff della carriera nel divisional round contro i Green Bay Packers. Dopo un intercetto subito all'inizio della partita, il giocatore salì in cattedra stabilendo il nuovo record NFL di yard corse per un quarterback con 181, superando il primato di 119 corse da Michael Vick nel 2005. La sua partita si concluse con 4 touchdown, 2 passati a Michael Crabtree e 2 segnati su corsa, oltre a 263 yard passate, guidando i 49ers a stabilire il nuovo record di franchigia per yard totali guadagnate in una gara di playoff. La squadra ebbe ragione dei Packers per 45 a 31, qualificandosi per la finale della NFC. Colin divenne solamente il terzo giocatore nella storia dei playoff NFL a passare due touchdown e segnarne altri due su corsa nella stessa partita, unendosi a Jay Cutler (2010) e Otto Graham (1954 e 1955).
Nella finale della NFC in trasferta contro i numero 1 del tabellone, gli Atlanta Falcons, Kaepernick guidò la squadra a una rimonta da 17-0 a 28-24, portando la franchigia a disputare il suo primo Super Bowl dal 1994. La sua prestazione si concluse completando 16 passaggi su 21 tentativi, con un passaggio da touchdown e nessun intercetto subito.
Il 3 febbraio 2013, nel Super Bowl XLVII contro i Baltimore Ravens, i Niners furono sconfitti per 34-31. In svantaggio anche di 22 punti nel terzo quarto della partita, Colin guidò una furiosa rimonta che però si arrestò prima di compiersi completamente, dopo aver sbagliato a convertire un quarto down nei minuti finali dell'ultimo periodo che avrebbe potuto portare in vantaggio San Francisco. Kaepernick concluse la partita con 302 yard passate, un passaggio da touchdown e un intercetto subito, oltre a 62 yard corse e un altro touchdown su corsa. Quest'ultimo, della lunghezza di 15 yard, fu il più lungo della storia del Super Bowl per un quarterback.
A fine anno fu classificato al numero 81 nella classifica dei migliori cento giocatori della stagione.

#### 2013

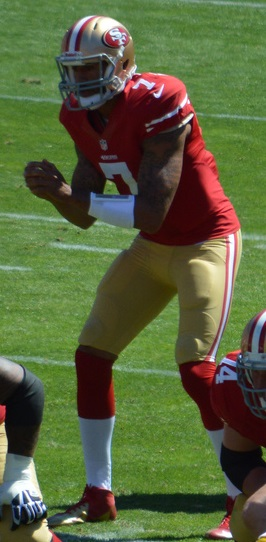
Kaepernick nella gara di debutto della stagione 2013 contro i Green Bay Packers.

Nella gara di debutto della stagione 2013 vinta contro i Green Bay Packers, Kaepernick passò un primato in carriera di 412 yard e 3 touchdown, la prima gara da 400 yard per un giocatore dei Niners da Tim Rattay il 10 ottobre 2004. 208 di queste 412 yard furono per il nuovo arrivato Anquan Boldin, al suo debutto come 49er. Inoltre, la prestazione di Kaepernick fu la prima da 400 yard e 3 touchdown per un quarterback dei 49ers dai tempi di Jeff Garcia nella stagione 1999. La settimana successiva, Kaepernick giocò quella che fu, fino a quel momento, la peggior gara in carriera, passando solamente 127 yard e subendo 3 intercetti senza touchdown nella netta sconfitta contro Seattle.
Con la sconfitta nella settimana 3 contro gli Indianapolis Colts, i 49ers persero per la prima volta due gare consecutive nell'era Harbaugh e per Colin fu la prima sconfitta da titolare in casa. Nella gara passò 150 yard e subì un intercetto con una squadra che, già priva di tutti i suoi migliori ricevitori, si trovò senza anche Vernon Davis per infortunio. I Niners tornarono alla vittoria nel Thursday Night successivo contro i Rams in cui il quarterback passò 167 yard e 2 touchdown. Un'altra netta vittoria giunse la settimana seguente contro gli Houston Texans con 113 yard passate e un TD di Kaepernick. Nella settimana 6 i Niners superarono i Cardinals, contro cui Colin lanciò 252 yard, 2 TD e subì un intercetto. Nella settimana 7 Kaepernick corse il nuovo massimo stagionale di 68 yard e segnò un TD su corsa, con 199 yard passate, nella agevole vittoria in casa dei Tennessee Titans. La domenica seguente i Niners si sbarazzarono senza difficoltà dei Jacksonville Jaguars nella gara disputata allo Wembley Stadium di Londra in cui passò 164 yard e un touchdown, oltre a segnare altri due TD su corsa.
Dopo la settimana di pausa, i Niners interruppero una striscia di cinque vittorie consecutive perdendo in casa contro i Carolina Panthers con Colin che passò solamente 91 yard e subì un intercetto. La domenica seguente la squadra perse la seconda gara consecutiva in casa dei New Orleans Saints. Il quarterback passò solamente 127 yard con 2 touchdown e un intercetto. La striscia negativa si interruppe nel Monday Night successivo contro i Washington Redskins in cui Kaepernick tornò a giocare bene passando 235 yard e 3 touchdown.
Nella settimana 13 i Niners batterono in casa i Rams con 275 yard passate e 1 touchdown di Kaepernick riappropriandosi del sesto e ultimo posto utile per i playoff grazie alla contemporanea sconfitta dei Cardinals. La settimana successiva inflissero la seconda sconfitta stagionale ai Seahawks, la squadra col miglior record della lega in quel momento, in cui passò 175 yard, un touchdown e subì un intercetto. Un'altra vittoria giunse la domenica seguente in casa dei Tampa Bay Buccaneers col quarterback che passò 203 yard e 2 TD.
Il 23 dicembre, nell'ultima gara della storia disputata a Candlestick Park, Kaepernick passò un touchdown e ne segnò un altro su corsa, sigillando la vittoria dei Niners sui Falcons e la loro qualificazione ai playoff. Nell'ultimo turno del 2013, i Niners batterono nel finale i Cardinals con 310 yard e 2 TD passati da Colin, concludendo al secondo posto della division dietro Seattle, con un record di 12-4.
Nel primo turno di playoff, i 49ers eliminarono i Packers al Lambeau Field grazie a un field goal negli ultimi secondi. Come nei playoff dell'anno precedente, Green Bay non riuscì a trovare soluzioni in difesa alle corse di Kaepernick, che chiuse in quella maniera diversi terzi down chiave. La sua partita terminò con 227 yard passate, un touchdown, un intercetto subito e 98 yard corse (secondo massimo in carriera). Nel turno successivo i Niners batterono in trasferta i Carolina Panthers, numero 2 del tabellone della NFC, con Colin che passò 196 yard, un touchdown, un intercetto e segnò un touchdown su corsa, qualificandosi per la terza finale di conference consecutiva. In casa dei rivali di division di Seattle, San Francisco fu sconfitta per 23-17 chiudendo la sua stagione. Il quarterback iniziò bene la gara, correndo per 58 yard (la più lunga corsa concessa dalla difesa avversaria quell'anno) e aprendo la strada al primo touchdown della sua squadra, che terminò il primo tempo in vantaggio per 10-3. Nell'ultimo quarto però, Kaepernick commise dei gravi errori, subendo due intercetti e perdendo un fumble, che risultarono decisivi per la sconfitta di San Francisco.
A fine anno, Colin fu votato come l'anno precedente all'81º posto nella NFL Top 100 dai suoi colleghi.

#### 2014
Il 4 giugno 2014, Kaepernick firmò con i 49ers un rinnovo contrattuale di sei anni del valore di 126 milioni di dollari, 61 milioni dei quali garantiti. Nella prima gara della stagione, in trasferta coi Dallas Cowboys, Colin disputò una partita precisa passando 201 yard e 2 touchdown per Vernon Davis nella vittoria 28-17. La domenica successiva invece collassò subendo tre intercetti (con un touchdown) perdendo coi Bears, rovinando il debutto della franchigia nell'appena costruito Levi's Stadium. Dopo un'altra partita persa coi Cardinals, i 49ers inflissero ai Philadelphia Eagles la prima sconfitta stagionale in cui Colin passò 218 yard e 2 touchdown, con un intercetto.
Nel Monday Night della settimana 6, Kapernick guidò i suoi a rimontare 14 punti di svantaggio accumulati nel primo quarto, passando 343 yard e 3 touchdown contro i Rams rivali di division. Seguirono due sconfitte, contro i Broncos e nella rivincita coi Rams, dopo di che il quarterback e i Niners, pur non impressionando, ottennero una striscia di tre vittorie consecutive, battendo rispettivamente Saints, Giants e Redskins. Seguirono però tre sconfitte consecutive, rispettivamente contro i Seahawks in casa il Giorno del ringraziamento, a sorpresa contro i Raiders, la squadra col peggior record della lega in quel momento, e di nuovo al CenturyLink Field di Seattle, gara quest'ultima in cui i Niners furono eliminati matematicamente dai playoff. Sette giorni dopo, San Francisco si trovò in vantaggio di 21 punti nel secondo tempo contro i Chargers, venendo però di nuovo sconfitta nei supplementari, malgrado il record di franchigia di yard corse in una singola gara, a cui Kaepernick contribuì con un massimo stagionale di 151 yard, inclusa una da 90 yard, la seconda più lunga di tutti i tempi per un quarterback. Nell'ultima partita dell'anno, e l'ultima di Jim Harbaugh sulla panchina della squadra, Colin guidò i suoi alla vittoria casalinga sui Cardinals passando 204 yard e 2 TD. La sua annata si concluse con 3.369 yard passate, 19 touchdown e 10 intercetti subiti.

#### 2015
Senza più Harbaugh, i 49ers aprirono la stagione 2015 con una vittoria sui Vikings, salvo poi perdere tre quattro consecutive, nella seconda delle quali Kaepernick subì quattro intercetti dalla difesa dei Cardinals, due dei quali ritornati in touchdown. La vittoria tornò nel sesto turno contro i Ravens nella rivincita del Super Bowl XLVII in cui il quarterback passò 340 yard (285 solo nel primo tempo) e 2 touchdown. Seguirono due sconfitte contro Seahawks e Rams con due prestazioni da dimenticare che lo portarono a perdere il posto da titolare in favore di Blaine Gabbert. Il 21 novembre fu inserito in lista infortunati per il resto della stagione.

#### 2016
Con l'avvento del nuovo capo-allenatore Chip Kelly, Blaine Gabbert fu confermato titolare nel primo mese di stagione regolare, salvo essere sostituito da Kaepernick dopo una serie di prestazioni poco convincenti a partire dalla settimana 6. I 49ers, dopo avere vinto la prima partita, rimasero all'asciutto sino al penultimo turno, quando batterono in rimonta i Los Angeles Rams con Kaepernick che segnò la conversione da 2 punti decisiva a 31 secondi dal termine.
Alla fine della stagione 2016, dopo il suo gesto di protesta contro le brutalità della polizia verso gli afroamericani, a Kaepernick non fu rinnovato il contratto, il che lo rese free agent.

### Record NFL
- Yard corse in una partita da un quarterback - 181 (2012)
- Yard corse in un'annata di playoff da un quarterback - 243 (2013)

## Palmarès

### Franchigia
- National Football Conference Championship: 1

San Francisco 49ers: 2012

### Individuale
- Giocatore offensivo della NFC della settimana: 1

settimana 15 della stagione 2012

## Statistiche
Stagione regolare
| Anno   | Squadra | G  | GT | Passaggi | Passaggi | Passaggi | Passaggi | Passaggi | Passaggi | Passaggi | Passaggi | Corse | Corse | Corse | Corse |
| Anno   | Squadra | G  | GT | Comp     | Tent     | %        | Yard     | Media    | TD       | Int      | Rat      | Tent  | Yard  | Media | TD    |
| ------ | ------- | -- | -- | -------- | -------- | -------- | -------- | -------- | -------- | -------- | -------- | ----- | ----- | ----- | ----- |
| 2011   | SF      | 3  | 0  | 3        | 5        | 60,0     | 35       | 7,0      | 0        | 0        | 81,2     | 2     | −2    | −1,0  | 0     |
| 2012   | SF      | 13 | 7  | 136      | 218      | 62,4     | 1.814    | 8,3      | 10       | 3        | 98,3     | 63    | 415   | 6,6   | 5     |
| 2013   | SF      | 16 | 16 | 243      | 416      | 58,4     | 3.197    | 7,7      | 21       | 8        | 91,6     | 92    | 524   | 5,7   | 4     |
| 2014   | SF      | 16 | 16 | 289      | 478      | 60,5     | 3.369    | 7,0      | 19       | 10       | 86,4     | 104   | 639   | 6,1   | 1     |
| 2015   | SF      | 9  | 8  | 144      | 244      | 59,0     | 1.615    | 6,6      | 6        | 5        | 78,5     | 45    | 256   | 5,7   | 1     |
| 2016   | SF      | 12 | 11 | 196      | 331      | 59,2     | 2.241    | 6,8      | 16       | 4        | 90,7     | 69    | 468   | 6,8   | 2     |
| Totale | Totale  | 69 | 58 | 1.011    | 1.692    | 59,8     | 12.271   | 7,3      | 72       | 30       | 88,9     | 375   | 2.300 | 6,1   | 13    |

Playoff
| Anno   | Squadra | G | GT | Passaggi | Passaggi | Passaggi | Passaggi | Passaggi | Passaggi | Passaggi | Passaggi | Corse | Corse | Corse | Corse |
| Anno   | Squadra | G | GT | Comp     | Tent     | %        | Yard     | Media    | TD       | Int      | Rat      | Tent  | Yard  | Media | TD    |
| ------ | ------- | - | -- | -------- | -------- | -------- | -------- | -------- | -------- | -------- | -------- | ----- | ----- | ----- | ----- |
| 2012   | SF      | 3 | 3  | 49       | 80       | 61,3     | 798      | 10,0     | 4        | 2        | 100,9    | 25    | 264   | 10,6  | 3     |
| 2013   | SF      | 3 | 3  | 45       | 82       | 54,9     | 576      | 7,0      | 3        | 3        | 74,0     | 26    | 243   | 9,3   | 1     |
| Totale | Totale  | 6 | 6  | 94       | 162      | 58,0     | 1.374    | 8,5      | 7        | 5        | 87,3     | 51    | 507   | 9,9   | 4     |

Statistiche aggiornate alla stagione 2016

## Protesta contro la repressione delle minoranze
A partire dagli incontri della pre-stagione 2016, Kaepernick iniziò a poggiare un ginocchio a terra durante l'esecuzione dell'inno nazionale, tradizionalmente suonato prima di ogni partita di football americano e che i giocatori di consuetudine ascoltano stando in piedi. 
L'atleta compì il gesto anche nelle prime due gare della stagione, ma esso fu notato solo durante la terza. 
Alle domande dei giornalisti, Kaepernick rispose che non voleva onorare un paese in cui la minoranza nera era ancora oppressa, facendo riferimento alle recenti uccisioni di neri da parte di agenti di polizia. 
Il suo gesto iniziò presto ad essere imitato da molti giocatori professionisti, dapprima nella NFL e poi anche in altri sport, attirando una considerevole attenzione. 
Tale gesto sarebbe poi stato conosciuto come kneeling (genuflessione, in lingua inglese).
L'NFL reagì immediatamente e decise di multare le squadre i cui componenti non fossero rimasti in piedi durante l’esecuzione dell’inno. 
Il clamore suscitato dalla vicenda fu tale che sulla questione intervenne direttamente il presidente Trump che, il 22 settembre 2017, durante un comizio nella città di Huntsville in Alabama dichiarò che sarebbe stato felicissimo di vedere i proprietari delle squadre intimare ai giocatori 'colpevoli di kneeling' «portate quel figlio di puttana fuori dal campo, fuori, è licenziato».
Kaepernick pagò un prezzo molto alto per la sua protesta: nel marzo 2017, dopo che il suo contratto con i San Francisco 49ers fu rescisso, egli non fu più ingaggiato da nessun'altra squadra. Secondo vari esponenti di spicco dello sport americano (tra cui Steve Kerr, allenatore dei Golden State Warriors), l'assenza di offerte delle squadre NFL a Kaepernick non avrebbe avuto riscontro nelle effettive potenzialità dell'atleta, venendosi spesso preferiti quarterback dello stesso livello o inferiori.
A ottobre 2017 Kaepernick ha citato in giudizio la NFL, ipotizzando un accordo tra i proprietari delle squadre per impedirgli di giocare. A febbraio 2019 il suo avvocato, Mark Geragos, comunica che le parti in causa hanno deciso di comune accordo di risolvere il contenzioso in privato. Si suppone che per concludere la questione e chiedere il silenzio del giocatore la NFL abbia versato al giocatore fra i 60 e gli 80 milioni di dollari.
Nel giugno del 2020 la NFL, pur senza citare Kaepernick, ha ammesso di aver commesso un errore nel lasciare inascoltate le proteste antirazziste degli atleti.
Diventato nel tempo un potente simbolo di protesta contro le discriminazioni razziali, il gesto di Colin Kaepernick è diffusamente adottato durante la vasta ondata di manifestazioni che ha scosso gli Stati Uniti in seguito alla morte di George Floyd avvenuta durante un controllo operato dalla polizia di Minneapolis nel 2020.

## Vita privata
La madre biologica di Kaepernick, Heidi Russo, è oriunda italiana. Colin fu in seguito adottato da Rick e Teresa Kaepernick.